# Antar Djemaouni
Antar Djemaouni est un footballeur algérien né le 29 août 1987 à Taher dans la banlieue de Jijel. Il évolue au poste d'attaquant au Club sportif de Hammam Lif.

## Biographie
Djemaouni commence sa carrière dans les rangs des jeunes du CRB Ferdjioua et de l'USM Blida. Lors de l'été 2009, il rejoint les seniors de l'USM Blida, deux jours avant la fin de la période de transfert. Le 11 septembre 2009, lors de son quatrième match avec le club, Djemaouni inscrit son premier but professionnel en match de championnat contre la JSM Béjaïa. Il marque ensuite deux autres buts dans le même match, ce qui lui permet d'enregistrer son premier coup du chapeau.
Il évolue en Division 1 avec les clubs de l'USM Blida, l'ASM Oran, le MC Alger, et la JS Saoura. Il dispute plus de 100 matchs en Division 1, et se classe à deux reprises sur le podium du championnat, lors de la saison 2016-2017 avec le MC Alger, puis lors de la saison 2017-2018 avec la JS Saoura.
Il inscrit 10 buts en première division algérienne lors de la saison 2014-2015 avec l'ASM Oran, et participe à la Coupe de la confédération en 2017 avec le MC Alger.

## Palmarès
- Vice-champion d'Algérie en 2017 avec le MC Alger
- Vice-champion d'Algérie en 2018 avec la JS Saoura
- Finaliste de la Supercoupe d'Algérie en 2016 avec le MC Alger
- Accession en Ligue 1 en 2014 avec l'ASM Oran